# Accidente aéreo en Surinam de mayo de 2010
Un avión de la compañía aérea Blue Wings cayó el sábado 15 de mayo de 2010, en Surinam, cerca de la frontera con la Guayana Francesa, dejando sus ocho ocupantes desaparecidos, según las autoridades.
"No puedo confirmar si están vivos o muertos, porque yo todavía no he podido llegar a la zona del accidente" dijo el director de las Autoridades de Aviación Surinam, Mohammed Sherief Saboerali.
El avión, fabricado en Rusia,  que había despegado del Aeropuerto Godo Olo, cayó en una zona boscosa a 5 kilómetros de Poeketi y cerca de la frontera con la Guayana Francesa, en un vuelo que se dirigía al Aeropuerto Zorg en Hoop en Paramaribo.
Debido al mal tiempo, las autoridades no pudieron enviar ninguna misión de rescate hasta la mañana del domingo.